# QuickBASIC
Microsoft QuickBASIC (tên khác QB) là một môi trường phát triển tích hợp (hoặc IDE) và trình biên dịch cho ngôn ngữ lập trình BASIC được Microsoft phát triển. QuickBASIC chạy chủ yếu trên DOS, mặc dù có một phiên bản tồn tại trong thời gian ngắn cho các hệ điều hành Mac cổ điển. Nó dựa trên nền tảng GW-BASIC nhưng được bổ sung thêm các kiểu do người dùng định nghĩa, cấu trúc lập trình được cải thiện, đồ họa và hỗ trợ đĩa tốt hơn và trình biên dịch ngoài trình thông dịch. Microsoft tiếp thị QuickBASIC là cấp độ giới thiệu cho hệ thống phát triển chuyên nghiệp BASIC của họ. Microsoft cũng tiếp thị hai IDE tương tự khác cho C và Pascal, đó là QuickC và QuickPascal.

## Lịch sử
Microsoft phát hành phiên bản đầu tiên của QuickBASIC vào ngày 18 tháng 8 năm 1985 trên đĩa mềm 5.25" 360kB. QuickBASIC phiên bản 2.0 và sau đó chứa Môi trường phát triển tích hợp (IDE), cho phép người dùng chỉnh sửa trực tiếp trong trình soạn thảo văn bản trên màn hình.
Mặc dù vẫn được hỗ trợ trong QuickBASIC, số dòng trở thành tùy chọn. Chương trình nhảy cũng làm việc với các nhãn có tên. Các phiên bản sau này cũng bổ sung các cấu trúc điều khiển, chẳng hạn như các câu lệnh điều kiện đa cấp và các khối vòng lặp.
"PC BASIC Compiler" của Microsoft đã được đưa vào để biên dịch chương trình thành các tệp thi hành DOS. Bắt đầu với phiên bản 4.0, trình soạn thảo bao gồm một trình thông dịch cho phép lập trình viên chạy chương trình mà không cần rời khỏi trình soạn thảo. Trình thông dịch được sử dụng để gỡ lỗi chương trình trước khi tạo tệp thực thi. Thật không may, đã có một số khác biệt tinh vi giữa trình thông dịch và trình biên dịch, điều đó có nghĩa là các chương trình lớn chạy đúng trong trình thông dịch có thể thất bại sau khi biên dịch hoặc không biên dịch vì sự khác biệt trong các thói quen quản lý bộ nhớ.
Phiên bản cuối cùng của QuickBASIC là phiên bản 4.5 (1988), mặc dù phát triển Hệ thống Phát triển Chuyên nghiệp BASIC của Microsoft (PDS) tiếp tục cho đến phiên bản cuối cùng của phiên bản 7.1 vào tháng 10 năm 1990. Đồng thời, bao bì QuickBASIC đã được thay đổi âm thầm để đĩa được sử dụng giống như một đĩa nén được sử dụng cho BASIC PDS 7.1. Phiên bản Basic PDS 7.x của IDE được gọi là QuickBASIC Extended (QBX), và nó chỉ chạy trên DOS, không giống như phần còn lại của Basic PDS 7.x, cũng chạy trên OS / 2. Người kế thừa QuickBASIC và PDS cơ bản là Visual Basic phiên bản 1.0 cho MS-DOS, được vận chuyển trong các phiên bản Standard và Professional. Các phiên bản sau của Visual Basic không bao gồm các phiên bản DOS, vì Microsoft tập trung vào các ứng dụng Windows.
Một tập hợp con của QuickBASIC 4.5, có tên QBasic, được bao gồm trong MS-DOS 5 và các phiên bản mới hơn, thay thế cho GW-BASIC đi kèm với các phiên bản trước của MS-DOS. So với QuickBASIC, QBasic chỉ giới hạn ở một thông dịch viên, thiếu một vài chức năng, chỉ có thể xử lý các chương trình có kích thước giới hạn và thiếu hỗ trợ cho các mô-đun chương trình riêng biệt. Vì nó thiếu trình biên dịch, nó không thể được sử dụng để tạo ra các tệp thi hành, mặc dù mã nguồn chương trình của nó vẫn có thể được biên dịch bằng trình biên dịch QuickBASIC 4.5, PDS 7.x hoặc VBDOS 1.0, nếu có.
QuickBASIC 1,00 cho hệ điều hành Apple Macintosh đã được ra mắt vào năm 1988. Nó được chính thức hỗ trợ trên các máy chạy System 6 với ít nhất 1 MB RAM. QuickBASIC cũng có thể được chạy trên Hệ thống 7, miễn là địa chỉ 32 bit bị tắt; điều này là không thể trên các máy Macintosh dựa trên Motorola 68040.

## Sử dụng hiện tại
QuickBASIC tiếp tục được sử dụng trong một số trường học, thường là một phần của phần giới thiệu về lập trình, mặc dù nó nhanh chóng được thay thế bởi các trình biên dịch phổ biến hơn. Nó cũng có một cộng đồng lập trình viên có sở thích lập trình, dù không chính thức, người sử dụng trình biên dịch để viết các trò chơi video, GUI và các tiện ích. Cộng đồng đã dành một số trang web, bảng tin và tạp chí trực tuyến cho ngôn ngữ này.
Ngày nay, các lập trình viên đôi khi sử dụng các trình giả lập DOS, như DOSBox, để chạy QuickBASIC trên Linux và trên phần cứng máy tính cá nhân hiện đại không còn hỗ trợ trình biên dịch này. Các giải pháp thay thế bao gồm FreeBASIC và QB64, nhưng các chương trình thay thế này chưa thể chạy tất cả các chương trình QBasic/QuickBASIC.
Từ năm 2008, một tập hợp các thủ tục TCP/IP cho QuickBASIC 4.x và 7.1 đã khiến mối quan tâm đến sản phẩm này lại hồi sinh. Đặc biệt, cộng đồng thích máy tính cổ điển đã có thể viết phần mềm cho các máy tính cũ chạy DOS, cho phép các máy này truy cập các máy tính khác thông qua mạng LAN hoặc Internet. Điều này đã cho phép các hệ thống thậm chí cũ như 8088 có thể phục vụ các chức năng mới, chẳng hạn như hoạt động như một máy chủ Web hoặc sử dụng IRC.